# Ovidiu-Doru Foișor
Ovidiu-Doru Foișor (ur. 6 kwietnia 1959) – rumuński szachista i trener szachowy (FIDE Trainer od 2013), mistrz międzynarodowy od 1982 roku.

## Kariera szachowa
W latach 80. należał do ścisłej czołówki rumuńskich szachistów. Wielokrotnie startował w finałach indywidualnych mistrzostw kraju, trzykrotnie zdobywając medale: złoty (1982), srebrny (1985) i brązowy (1987). Wielokrotnie reprezentował Rumunię w turniejach drużynowych, m.in.: dwukrotnie na olimpiadach szachowych (w latach 1982, 1988) oraz sześciokrotnie na drużynowych mistrzostwach Bałkanów (w latach 1979, 1982, 1983, 1986, 1988, 1992); sześciokrotny medalista: wspólnie z drużyną – sześciokrotnie brązowy (1979, 1982, 1983, 1986, 1988, 1992).
W latach 1976–1978 kilkukrotnie reprezentował Rumunię na mistrzostwach świata i Europy juniorów, najlepszy wynik osiągając na przełomie 1977 i 1978 r. w Groningen, gdzie na mistrzostwach Europy juniorów do 20 lat zajął IV miejsce, za Shaunem Taulbutem, Siergiejem Dołmatowem i Krumem Georgiewem.
Wielokrotnie startował w turniejach międzynarodowych, sukcesy odnosząc m.in. w:
- Timișoarze (1987, dz. I m. wspólnie z Mihaiem Șubă, Florinem Gheorghiu i Valentinem Stoicą),
- Moskwie (1987, turniej B, IV m. za Grigorijem Kajdanowem, Jewgienijem Pigusowem i Aleksiejem Wyżmanawinem, przed m.in. Jewgienijem Swiesznikowem, Viswanathanem Anandem i Aleksandrem Chalifmanem),
- Olocie (1992, dz. I m. wspólnie z Nino Kirowem i Bogdanem Laliciem),
- Zweisimmen (1993, dz. I m. wspólnie z Eliahu Shvidlerem),
- Saragossie (1997, dz. II m. za Aleksą Strikoviciem, wspólnie z m.in. Davorem Komljenoviciem),
- Nereto (2001, dz. I m. wspólnie z Belą Badea),
- Clichy (2002, I m.),
- Grenoble – dwukrotnie (2003, I m. oraz 2006, II m. za Timurem Asanowem),
- Villard de Lans (2006, I m.),
- Guben (2006, dz. I m.),
- Cannes (2007, dz. I m. wspólnie z Robertem Zelčiciem, Marinem Bosiočiciem i Nebojšą Nikčeviciem),
- Liège (2008, dz. I m. wspólnie z m.in. Cristiną-Adelą Foișor i Sabiną-Francescą Foișor),
- Lozannie (2008, dz. II m. za Alexandre Dgebuadze, wspólnie z m.in. Giennadijem Ginsburgiem, Namigiem Guliewem i Sebastienem Fellerem).

Najwyższy ranking w karierze osiągnął 1 stycznia 1987 r., z wynikiem 2495 punktów zajmował wówczas 4. miejsce (za Mihaiem Șubă, Florinem Gheorghiu i Constantinem Ionescu) wśród rumuńskich szachistów.
W latach 2000–2006 czterokrotnie był kapitanem kobiecej drużyny Rumunii na szachowych olimpiadach. Funkcję tę pełnił również na drużynowych mistrzostwach Europy w 2001 i 2005 roku.